# Гилёв, Пётр Иванович
Пётр Иванович Гилёв (1859—1914) — русский архитектор, много работавший в Санкт-Петербурге. Автор свыше 40 зданий. 
О Гилёве известно крайне мало. В перечне выпускников Императорской Академии художеств указано, что он закончил обучение в 1887 году с серебряной медалью. После 1905 преимущественно жил в Куоккале, был похоронен на местном кладбище.

## Проекты в Санкт-Петербурге
- Ковенский переулок, д. № 25 / улица Радищева, д. № 13 — доходный дом. 1893—1894.
- Кирочная улица, д. № 12 — доходный дом Д. А. Дурдина, 1894[2].
- Улица Жуковского, д. № 63 / Лиговский проспект, д.№ 21 — доходный дом. 1894.
- Набережная Адмиралтейского канала, д. № 27 — доходный дом. Перестройка. 1894.
- Кузнечный переулок, д. № 13 — доходный дом. 1895.
- Шпалерная улица, д. № 39 — доходный дом. 1896.
- Улица Рылеева, д. № 8 / Манежный переулок, д. № 11 — доходный дом. 1896.
- Ильинская слобода, у дома 15а — церковь Параскевы Пятницы. 1896—1898. (Не сохранилась).
- Московский проспект, д. № 108 — здание Чубыкинской богадельни. 1896—1899, 1908. (В. П. Цейдлер ? К. К. Циглер ?).
- Улица Восстания, д. № 2, правая часть — доходный дом Д. А. Дурдина. 1897.
- Суворовский проспект, д. № 26 / 8-я Советская улица, д. № 14 — доходный дом. 1897—1898.
- Улица Восстания, д. № 10 — доходный дом. 1898.
- Виленский переулок, д. № 5 / Басков переулок, д. № 24 — доходный дом. 1898.
- Херсонская улица, д. № 8 — доходный дом. 1898.
- Улица Розенштейна, д. № 14 — доходный дом. 1898.
- Улица Розенштейна, д. № 16 — доходный дом. 1898.
- Большой проспект Петроградской стороны, д.№ 51 / улица Ленина, д.№ 9 — доходный дом. 1898—1899.
- Ковенский переулок, д. № 26 / улица Радищева, д.№ 15 — доходный дом. 1898—1899.
- Большая Пушкарская улица, д. № 41 — доходный дом и особняк И. А. Алферова. 1898—1899.
- Улица Некрасова, д. № 48 — доходный дом. 1899.
- Ковенский переулок, д. № 21 — доходный дом. 1899.
- Манежный переулок, д. № 13 — доходный дом. Расширение. 1899.
- Артиллерийская улица, д. № 10 — доходный дом. 1899.
- Шпалерная улица, д. № 14 — доходный дом. Перестройка. 1899.
- Аптекарский переулок, д. № 6 — доходный дом. 1899. (?)
- Улица Некрасова, д. № 56 / Фонтанная улица, д. № 1 — доходный дом М. М. Рянгина. 1900—1901.
- Невский проспект, д. № 116 / улица Восстания, д. № 2, угловая часть — доходный дом Д. А. Дурдина (гостиница «Эрмитаж»). Перестройка. 1900—1901. Здание уничтожено в 2006 году.
- Улица Маяковского, д. № 3 — доходный дом. 1900—1901.
- Большой Сампсониевский проспект, д. № 39 — здание приюта Сампсониевского братства. Перестройка и расширение. 1901.
- Невский проспект, д. № 119 / Тележная улица, д. № 6 — доходный дом. 1901.
- Смольный проспект, д. № 13 — доходный дом. 1901.
- Тележная улица, д. № 29 — доходный дом. 1901.
- Набережная реки Фонтанки, д. № 55 / площадь Ломоносова, д. № 6 — доходный дом. Надстройка. 1901.
- Литейный проспект, д. № 12 / Фурштатская улица, д. № 2 / Шпалерная улица, 9 — доходный дом В. И. Черепенникова. 1901—1902.
- 1903—1904 — доходный дом. .
- Улица Моисеенко, д. № 23, правая часть — доходный дом. 1904.
- Набережная реки Фонтанки, д. № 62, двор — новый корпус Петровского коммерческого училища. 1906.
- 8-я Советская улица, д. № 41 — доходный дом. 1906.
- Боровая улица, д. № 3 — доходный дом. 1907.
- Курляндская улица, д. № 9 / Дерптский переулок, д. № 14 — доходный дом. 1913. (Надстроен).